# Candles on Bay Street
Candles on Bay Street ist ein US-amerikanisches Filmdrama aus dem Jahr 2006. Regie führte John Erman, das Drehbuch schrieben Michael Bortman und Jonathan Estrin anhand des Romans Lichter hinter dem Fluß von K. C. McKinnon (Pseudonym von Cathie Pelletier).

## Handlung
Die alleinerziehende Mutter von Trooper, Dee Dee, kehrt in ihren Heimatort zurück, aus dem sie vor 13 Jahren wegzog. Sie trifft den inzwischen mit Lydia verheirateten Sam, mit dem sie vor Jahren eine Liebesbeziehung verband. Lydia und Sam finden Gefallen an Trooper, mit dem sie viel Zeit verbringen. Der Junge hilft den Eheleuten in der Tierarztpraxis, die sie führen.
Es stellt sich heraus, dass Dee Dee todkrank ist und jemanden sucht, der nach ihrem Tod für ihren Sohn sorgen könnte. Lydia und Sam willigen ein, die Fürsorge für Trooper zu übernehmen.

## Kritiken
Brian Lowry schrieb in der Zeitschrift Variety vom 20. November 2006, der Film sei vorhersehbar und rührselig. Die Mitwirkung von Silverstone bringe ihm einen „Star-Touch“. Die gut verwendete Musik sorge für warmherzige und melancholische Stimmung.

## Hintergründe
Der Film wurde in Halifax und in einigen anderen Orten in Nova Scotia gedreht. Er wurde im November 2006 in den USA und im Dezember 2007 in Deutschland veröffentlicht.